# 3ª Brigata meccanizzata "Goito"
La 3ª Brigata meccanizzata "Goito"  è stata una Grande Unità dell'Esercito italiano.

## Storia
La 3ª Brigata meccanizzata “Goito”  fu creata in seguito alla ristrutturazione dell'Esercito italiano il 21 ottobre 1975  e fu incorporata nella Divisione corazzata "Centauro" del 3º Corpo d'Armata di Milano che inquadrava anche la Brigata meccanizzata "Legnano" e la 31ª Brigata corazzata “Curtatone”.
La "Goito" aveva una forza di 4.760 uomini (272 ufficiali, 630 sottufficiali e 3.858 uomini di truppa) e prendeva il nome in onore della battaglia di Goito combattuta il 30 maggio 1848, durante la prima guerra di indipendenza. La "Goito" stanziava con tutti i suoi reparti in Lombardia e Piemonte, a Milano  aveva il suo Quartier Generale, Novara, Vercelli, Torino, Solbiate Olona e Monza. La “Goito” ha partecipato con il 10º Battaglione Bersaglieri "Bezzecca" all'operazione di pace in Libano nel 1983-1984 durante la missione ITALCON "Libano 2", ove i suoi bersaglieri hanno avuto anche il compito di proteggere la popolazione civile palestinese asserragliata nel campo di Chatila a Beirut.

### 3ª Brigata bersaglieri "Goito"
Il 1º novembre 1986 a seguito dell'abolizione del livello divisionale nelle unità dell'Esercito Italiano, la Divisione corazzata "Centauro" venne sciolta e una delle sue brigate, la 31ª Brigata corazzata “Curtatone” di Novara venne trasformata in 31ª Brigata corazzata “Centauro”; la 3ª Brigata meccanizzata “Goito” diventò autonoma passando alle dirette dipendenze del Comando 3º Corpo d'armata cambiando la sua denominazione in 3ª Brigata bersaglieri "Goito".
Nel 1991 la Brigata “Goito” venne sciolta.

## I reparti
- 3º Gruppo artiglieria semovente campale “Pastrengo” stanziato a Vercelli, caserma "Fratelli Garrone".
- 4º Battaglione carri "M.O. Passalacqua" stanziato a Solbiate Olona, caserma "Ugo Mara".
- 6º Battaglione bersaglieri “Palestro” stanziato a Torino, caserma "Cavour".
- 10º Battaglione bersaglieri “Bezzecca” stanziato a Solbiate Olona, caserma "Ugo Mara".
- 18º Battaglione bersaglieri “Poggio Scanno” stanziato a Milano, caserma "Goffredo Mameli".
- Battaglione logistico “Goito” stanziato a Milano, caserma "Mercanti".
- Reparto comando e trasmissioni "Goito" stanziato a Milano, caserma "Goffredo Mameli".
- Compagnia controcarri “Goito” stanziata a Torino, caserma "Cavour". (*)
- Compagnia genio pionieri “Goito” stanziata a Novara, caserma "Passalacqua".(**)
- Reparto Sanità "Goito"  stanziato a Milano, caserma "Santa Barbara". (***)
- Fanfara Bersaglieri Terza Brigata "Goito" stanziata a Milano, caserma "Goffredo Mameli".

(*)  Nel marzo del 1991 si fonde con due plotoni della Compagnia controcarri "Legnano" nella sede di Milano, caserma "Goffredo Mameli".
(**) Negli ultimi anni ottanta la Compagnia genio denominata guastatori "Goito" è stata di stanza a Solbiate Olona, caserma "Ugo Mara".
(***) Nei primi anni novanta viene trasferito nella sede di Novara, caserma "Cavalli" alle dipendenze della Brigata corazzata "Centauro".

## I comandanti
- Generale di Brigata Lucio Orofino 11/11/75-10/11/76;
- Generale di Brigata Enrico Palanza 11/11/76-09/09/78;
- Generale di Brigata Giovanni Romeo 10/09/78-23/09/79;
- Generale di Brigata Ambrogio Viviani 24/09/79-19/09/80;
- Generale di Brigata Alceo Masu 20/09/80-08/09/82;
- Generale di Brigata Sergio Luccarini 09/09/82-03/10/83;
- Generale di Brigata Giovanni Brugnola 04/10/83-31/10/84;
- Generale di Brigata Vincenzo Blandano 01/11/84-18/09/86;
- Generale di Brigata Benito Pochesci 19/09/86-30/09/88;
- Generale di Brigata Luciano Forlani 01/10/88-22/04/90;
- Colonnello Giuseppe Giubbini Ferroni 23/04/88-01/07/90;
- Generale di Brigata Giuseppe Battaglia 02/07/90-01/08/91;